# Kolo (nourriture)
Pour les articles homonymes, voir Kolo.
En Éthiopie, le kolo (en amharique : ቆሎ /kʼolo/) désigne un assortiment de graines grillées telles que de l'orge, du blé, des pois chiches ou parfois du carthame. Il est utilisé comme nourriture de grignotage et peut être servi en apéritif ou en accompagnement du café.